# Microchromis zebroides
Microchromis zebroides és una espècie de peix de la família dels cíclids i de l'ordre dels perciformes que es troba a Àfrica: és endèmica del llac Malawi.
Viu en zones de clima tropical. Els mascles poden assolir 8,6 cm de longitud total.